# 南石头街道
南石头街道，是中华人民共和国广东省广州市海珠区下辖的一个乡镇级行政单位。

## 行政区划
南石头街道下辖以下地区：
邓岗社区、纸南社区、纸北社区、沙溪社区、石岗社区、泉塘社区、晓燕湾社区、红棉社区、保利社区、顺意社区、南景园社区、南箕社区、庄头社区、翠城社区、棣园社区和百合社区。

## 交通

### 地铁
- █广佛地铁：燕岗站
- █广州地铁11号线：燕岗站、棣园站